# Johnson Lane
Johnson Lane ist ein Census-designated place im Douglas County im US-Bundesstaat Nevada in den USA. Das U.S. Census Bureau hat bei der Volkszählung 2020 eine Einwohnerzahl von 6.409 ermittelt.
Johnson Lane hat eine Fläche von 55,4 km². Die Bevölkerungsdichte liegt bei 116 Einwohnern je km².